# Битва при Понта-Дельгада
Битва при Понта-Дельгада или Битва у острова Сан-Мигел (исп. Battle of São Miguel) — морское сражение в ходе Войны за португальское наследство, произошедшее 26 июля 1582 года у берегов острова Сан-Мигел португальского архипелага Азорские острова. Объединенный англо-франко-португальский флот направился к островам, чтобы сохранить контроль Антонио из Крату над ними и предотвратить включение островов в Иберийскую унию.
В первом бою между крупными флотами галеонов на большом расстоянии от материка флот наемников Филиппо ди Пьеро Строцци был жестоко разгромлен испано-португальской эскадрой Альваро де Басана. Испанская победа привела к быстрому занятию испанцами Азорских островов и завершила включение Португалии в состав Испанской империи.

## Предыстория
После заключения Иберийской унии Азорские острова оставались единственной частью португальской территории, противостоявшей королю Испании Филиппу II Габсбургу (Фелипе I Португальскому). Противники Габсбургов французы послали флот наемников под командованием адмирала Филиппо Пьеро ди Строцци, чтобы защитить острова.
Король Филипп предложил амнистию семи островам, если они сдадутся, но его посланник встретился с очень враждебным приемом в Ангре и отправился на остров Сан-Мигел, который заявил о своей верности Филиппу.
В то время как флот для атаки на острова готовился в Лиссабоне, командующему испанским «золотым флотом» Педро Вальдесу было приказано доставить на острова новое предложение о помиловании, но ни в коем случае не начинать военные действия до тех пор, пока необходимые силы не будут собраны. Однако, получив тот же ответ, что и предыдущий посланник, Вальдес все-таки решил напасть на остров Терсейра. В последовавшей битве при Салге испанский десант из 600 солдат встретился ожесточенное сопротивление: защитники острова направили на них стадо полудиких быков, и многие солдаты были ими затоптаны, а оставшиеся бежали к кораблям.
Между тем Антонио из Крату достиг Кале и вступил в переговоры с англичанами, которые поддержали его инициативу отправить экспедицию на Азорские острова: лейтенант Антонио — Франсишку, граф ди Вимиозу, — даже заключил соглашение с Дрейком и Джоном Хокинсом, но королева Елизавета не желала вести войну с Филиппом, и Антонио вернулся во Францию.

## Сражение
В июне 1582 года французский флот Антонио вышел от острова Бель-Иль, намереваясь покорить острова Сан-Мигел и Санта-Мария и захватить «золотой флот». Однако, узнав, что Строцци вышел из порта, Басан также выдвинулся к Азорским островам с меньшим количеством судов, но корабли испанцев были крупнее и лучше вооружены, чем корабли Строцци. Он прибыл слишком поздно, чтобы предотвратить высадку французов на Сан-Мигеле, но вовремя, чтобы спасти его столицу, город Понта-Делгада.
После нерешительной перестрелки 24 июля 1582 года флоты встретились через два дня в ожесточенном ближнем бою к югу от острова Сан-Мигел. Французы изначально имели преимущество попутного ветра и напали на испанский тыл с превосходящими силами, но это дало испанскому командиру возможность повернуть к ветру свой авангард, который атаковал французов. Испанцы были в меньшинстве два к одному. Всю тяжесть французской атаки испытал на себе испанский галеон "Сан-Матео", вооруженный 30 орудиями. Находясь в окружении под обстрелом, матросы стойко отбивали попытки абордажа. Затем они приняли бой с врагом, захватив два французских корабля перед окончанием боя. Несколько французских кораблей загорелись. Басан начал переформировывать свои ряды и выстраивать корабли в линию.
Басан на своем флагмане "Сан-Мартиньо" отыскал в пороховом дыму и хаосе боя корабль Строцци и атаковал его, пока тот не пошел ко дну. К исходу битвы флот вторжения потерял 10 кораблей потопленными и захваченными и более чем 1000 человек, в том числе Строцци, смертельно раненного, но ещё живого к моменту, когда его доставили к Басану. После краткого допроса Строцци бросили в море. Так Басан победил французов через сочетание стрельбы и абордажа
Некоторые считали, что Строцци не заслуживал поражения. Его корабли были проворнее испанских и хорошо использовали свою артиллерию. Испанцам во многом повезло в этой битве, при этом они сами получили серьезные повреждения. Галеон "Сан-Мартиньо" с трудом удалось отбуксировать в порт 26 июля. Пленные французские матросы старше семнадцати были казнены как пираты. Некоторые из испанских солдат и офицеров даже просили Басана пощадить пленных, на что адмирал ответил, что поскольку Франция официально не объявляла войну Испании, то все захваченные в плен французы считаются пиратами, а значит, не заслуживают пощады.

## Последствия
Басан одержал блестящую победу, и его возвращение в Испанию было встречено ликованием. Французский посол при дворе Филиппа II в унынии докладывал, что «рядовые испанцы зашли так далеко, что богохульствовали, утверждая, что „Христос больше не в безопасности в раю: маркиз Басан мог бы пойти туда, чтобы вернуть его и распять снова“. Вскоре эйфория обратилась против побежденных: испанцы плевали в лицо французам, случайно встреченным на улице».
Терсейра оставалась в руках Антонио из Крату, а весной 1583 года он даже сумел укрепить свой гарнизон 800 свежими французскими солдатами. Басан быстро отреагировал. В Лиссабоне он подготовил флот вторжения: 15,372 солдат и 98 кораблей, в том числе 31 крупных торговых судна, переделанных в транспорты, мелкие суда и десантные суда, 14 галер. На этот раз его цель состояла не в том, чтобы бороться с флотом противника, а в проведении десанта.
Жители Терсейры расположили свои силы на берегу гавани Ангры. Сам Антонио был на Терсейре, где руководил сбором налога на защиту, но оставил остров в ноябре, чтобы убедить французов выслать ещё 1500 человек, которые в итоге прибыли в июне 1583 года. Басан увеличил свой флот до 96 кораблей и 9500 солдат плюс 2000 солдат гарнизона Сан-Мигела. Его щедрые предложения милости и прощения Антонио отверг, но уже после одного дня боев Терсейра пал. Французским и английским солдатам было разрешено уйти невредимыми, но 16 сторонников Антониу, в том числе те, кто пытался бежать в ночь нападения, были казнены. Самому Антонио и нескольким его сторонникам удалось спастись.